# Sauvetrea sessilis
Sauvetrea sessilis är en orkidéart som först beskrevs av John Lindley, och fick sitt nu gällande namn av Mario Alberto Blanco. Sauvetrea sessilis ingår i släktet Sauvetrea och familjen orkidéer.
Artens utbredningsområde är Ecuador. Inga underarter finns listade i Catalogue of Life.